# 27기 왕위전
27기 왕위전은 중앙일보가 주최하고 한국기원 소속 전문기사로 참가한 국내 기전이다. 도전 7번기 에서는 왕위 유창혁 五단이 도전자 조훈현 九단을 4:2으로 꺾고 왕위 2연패를 달성했다.